# Ullika raba
Uulika raba är en mosse i sydöstra Estland. Den ligger på gränsen mellan Kastre kommun i landskapet Tartumaa och Räpina kommun i Põlvamaa, 200 km sydost om huvudstaden Tallinn. Den avvattnas av Apna jõgi, biflöde till Kalli jõgi som via Emajõgi mynnar i sjön Peipus.